# Holzhausen (Greifenstein)
Holzhausen ist ein Ortsteil der Gemeinde Greifenstein im mittelhessischen Lahn-Dill-Kreis.

## Geographie
Der Ort liegt am unteren Ulmbach, am Südrand des Westerwaldes, ca. 17 km westlich der Kreisstadt Wetzlar und ca. 10 km östlich der Stadt Weilburg.
Weitere Städte in der Umgebung sind Braunfels (ca. 10 km südlich), Herborn (ca. 20 km nördlich) und Limburg an der Lahn (ca. 30 km südwestlich). Bis nach Frankfurt am Main sind es etwa 70 km.
Holzhausen, Allendorf und Ulm (alles Greifensteiner Ortsteile) bilden gemeinsam die Region Ulmtal, in dem sich der wirtschaftliche Schwerpunkt der Gemeinde Greifenstein befindet.
Holzhausen hat derzeit ausgewiesene 655 Hektar Grundfläche, die sich aus 206 ha landwirtschaftliche Nutzfläche, 355 ha Waldfläche, 10 ha Wasserfläche und 84 ha Gebäude- und Verkehrsfläche zusammensetzen. Dabei fließt der Ulmbach im offenen Bachlauf durch den Ort. Seine Anlage, die schönen Fachwerkhäuser und die 700 Jahre alte Kirche prägen das Dorfbild Holzhausens maßgeblich.

## Geschichte

### Ortsgeschichte
Die Geschichte des Ortes beginnt mit der urkundlichen Erwähnung einer Schenkung am 28. Mai 774 n. Chr. an das Kloster Lorsch. Das übertragene Holzhusen war für damalige Zeiten ein recht großer, nicht gerade unbedeutender landwirtschaftlicher Besitz, so dass anzunehmen ist, dass die Wurzeln des Ortes viel weiter in die Vergangenheit reichen als dies urkundlich erwähnt ist.
Bei Holzhausen befinden sich auf dem „Burgberg Lichtenstein“ noch Reste der vermutlich um 1225 erbauten Burg Lichtenstein.
Im Jahr 1974 feierten die Ulmtaler Gemeindeteile gemeinsam das 1200-jährige Bestehen ihrer Ortschaften.
1981 wurde Holzhausen im Wettbewerb „Unser Dorf soll schöner werden“ Gebiets- und Bezirkssieger. 1973 gelang es den Holzhäusern, den 2. Platz im Land Hessen zu erhalten (siehe Liste der Sieger im Bundeswettbewerb Unser Dorf hat Zukunft).
Hessische Gebietsreform (1970–1977)
Im Zuge der Gebietsreform in Hessen fusionierte zum 1. Februar 1971 die bis dahin selbständige Gemeinde Holzhausen freiwillig mit den Nachbargemeinden Allendorf und Ulm zur Gemeinde Ulmtal Ulmtal wurde am 1. Januar 1977 durch das Gesetz zur Neugliederung des Dillkreises, der Landkreise Gießen und Wetzlar und der Stadt Gießen mit den Gemeinden Greifenstein, Arborn, Beilstein, Nenderoth und Odersberg zur neuen Großgemeinde Greifenstein zusammengeschlossen – trotz lauter und starker Proteste besonders der Allendorfer Bürger am Hessischen Landtag in Wiesbaden. Die Gemeinde Ulmtal und somit auch Holzhausen sollte ursprünglich der Stadt Leun angegliedert werden, dagegen entschied sich jedoch der Hessische Landtag in seiner letzten Sitzung vor Gesetzesverabschiedung. Für Holzhausen wurde, wie für alle ehemals eigenständigen Gemeinden von Greifenstein, ein Ortsbezirk mit Ortsbeirat und Ortsvorsteher nach der Hessischen Gemeindeordnung gebildet. Sitz der Gemeindeverwaltung wurde der Ortsteil Beilstein.

### Verwaltungsgeschichte im Überblick
Die folgende Liste zeigt die Staaten und Verwaltungseinheiten, denen Holzhausen angehört(e):
- vor 1806: Heiliges Römisches Reich, Fürstentum Solms-Braunfels, Anteil der Grafschaft Solms, Amt Greifenstein
- ab 1806: Herzogtum Nassau,[Anm. 2] Amt Greifenstein[Anm. 3]
- ab 1816: Königreich Preußen,[Anm. 4] Provinz Großherzogtum Niederrhein, Regierungsbezirk Koblenz, Kreis Braunfels[9]
- ab 1822: Königreich Preußen, Rheinprovinz, Regierungsbezirk Koblenz, Kreis Wetzlar[Anm. 5]
- ab 1866: Norddeutscher Bund[Anm. 6], Königreich Preußen, Rheinprovinz, Regierungsbezirk Koblenz, Kreis Wetzlar
- ab 1871: Deutsches Reich, Königreich Preußen, Rheinprovinz, Regierungsbezirk Koblenz, Kreis Wetzlar
- ab 1918: Deutsches Reich (Weimarer Republik), Freistaat Preußen, Rheinprovinz, Regierungsbezirk Koblenz, Kreis Wetzlar
- ab 1932: Deutsches Reich, Freistaat Preußen, Provinz Hessen-Nassau, Regierungsbezirk Wiesbaden, Kreis Wetzlar
- ab 1944: Deutsches Reich, Freistaat Preußen, Provinz Nassau, Landkreis Wetzlar
- ab 1945: Amerikanische Besatzungszone,[Anm. 7] Groß-Hessen, Regierungsbezirk Wiesbaden, Landkreis Wetzlar
- ab 1946: Amerikanische Besatzungszone, Land Hessen, Regierungsbezirk Wiesbaden, Landkreis Wetzlar
- ab 1949: Bundesrepublik Deutschland, Land Hessen, Regierungsbezirk Wiesbaden, Landkreis Wetzlar
- ab 1968: Bundesrepublik Deutschland, Land Hessen, Regierungsbezirk Darmstadt, Landkreis Wetzlar
- ab 1968: Bundesrepublik Deutschland, Land Hessen, Regierungsbezirk Darmstadt, Kreis Wetzlar
- ab 1971: Bundesrepublik Deutschland, Land Hessen, Regierungsbezirk Darmstadt, Kreis Wetzlar, Gemeinde Ulmtal[Anm. 8]
- ab 1977: Bundesrepublik Deutschland, Land Hessen, Regierungsbezirk Darmstadt, Lahn-Dill-Kreis, Gemeinde Greifenstein[Anm. 9]
- ab 1981: Bundesrepublik Deutschland, Land Hessen, Regierungsbezirk Gießen, Lahn-Dill-Kreis, Gemeinde Greifenstein

### Bevölkerung
Einwohnerstruktur 2011
Nach den Erhebungen des Zensus 2011 lebten am Stichtag, dem 9. Mai 2011, in Holzhausen 873 Einwohner. Darunter waren 12 (1,4 %) Ausländer.
Nach dem Lebensalter waren 129 Einwohner unter 18 Jahren, 348 waren zwischen 18 und 49, 219 zwischen 50 und 64 und 177 Einwohner waren älter. Die Einwohner lebten in 363 Haushalten. Davon waren 81 Singlehaushalte, 120 Paare ohne Kinder und 123 Paare mit Kindern, sowie 30 Alleinerziehende und 9 Wohngemeinschaften. In 66 Haushalten lebten ausschließlich Senioren und in 231 Haushaltungen leben keine Senioren.
Einwohnerentwicklung
| Holzhausen: Einwohnerzahlen von 1834 bis 2020 | Holzhausen: Einwohnerzahlen von 1834 bis 2020 | Holzhausen: Einwohnerzahlen von 1834 bis 2020 | Holzhausen: Einwohnerzahlen von 1834 bis 2020 | Holzhausen: Einwohnerzahlen von 1834 bis 2020 |
| --- | --------------------------------------------- | --------------------------------------------- | --------------------------------------------- | --------------------------------------------- |
| Jahr |                                               |                                               |                                               | Einwohner                                     |
| 1834 | 1834                                          |                                               | 436                                           | 436                                           |
| 1840 | 1840                                          |                                               | 445                                           | 445                                           |
| 1846 | 1846                                          |                                               | 478                                           | 478                                           |
| 1852 | 1852                                          |                                               | 486                                           | 486                                           |
| 1858 | 1858                                          |                                               | 478                                           | 478                                           |
| 1864 | 1864                                          |                                               | 454                                           | 454                                           |
| 1871 | 1871                                          |                                               | 442                                           | 442                                           |
| 1875 | 1875                                          |                                               | 463                                           | 463                                           |
| 1885 | 1885                                          |                                               | 478                                           | 478                                           |
| 1895 | 1895                                          |                                               | 467                                           | 467                                           |
| 1905 | 1905                                          |                                               | 451                                           | 451                                           |
| 1910 | 1910                                          |                                               | 463                                           | 463                                           |
| 1925 | 1925                                          |                                               | 543                                           | 543                                           |
| 1939 | 1939                                          |                                               | 580                                           | 580                                           |
| 1946 | 1946                                          |                                               | 775                                           | 775                                           |
| 1950 | 1950                                          |                                               | 801                                           | 801                                           |
| 1956 | 1956                                          |                                               | 789                                           | 789                                           |
| 1961 | 1961                                          |                                               | 765                                           | 765                                           |
| 1967 | 1967                                          |                                               | 847                                           | 847                                           |
| 1970 | 1970                                          |                                               | 806                                           | 806                                           |
| 1980 | 1980                                          |                                               | ?                                             | ?                                             |
| 1990 | 1990                                          |                                               | ?                                             | ?                                             |
| 2000 | 2000                                          |                                               | ?                                             | ?                                             |
| 2011 | 2011                                          |                                               | 873                                           | 873                                           |
| 2015 | 2015                                          |                                               | 876                                           | 876                                           |
| 2020 | 2020                                          |                                               | 794                                           | 794                                           |
| Datenquelle: Historisches Gemeindeverzeichnis für Hessen: Die Bevölkerung der Gemeinden 1834 bis 1967. Wiesbaden: Hessisches Statistisches Landesamt, 1968. Weitere Quellen: LAGIS; Gemeinde Greifenstein; Zensus 2011 |                                               |                                               |                                               |                                               |

Religionszugehörigkeit
| Quelle: Historisches Ortslexikon |                                                                     |
| 1834:                            | 435 evangelische, ein katholischer Einwohner                        |
| 1961:                            | 631 evangelische (= 82,48 %), 116 katholische (= 15,16 %) Einwohner |

## Ortsbeirat
Für den Ortsteil Holzhausen gibt es einen fünfköpfigen Ortsbeirat mit Ortsvorsteher. Nach den Kommunalwahlen in Hessen 2021 ist der Ortsvorsteher Winfried Schauß.

## Kultur und Sehenswürdigkeiten

### Museum
Im „Alten Haus“ haben die Holzhäuser Bürger in jahrelanger Arbeit ein Heimatmuseum eingerichtet, in dem unter sachkundiger Führung die Holzhäuser Wohnkultur um 1900 gezeigt wird.

### Regelmäßige Veranstaltungen
Es finden alljährliche Veranstaltungen statt, die unter Einbeziehung historischen Brauchtums als besonders sehenswert einzuschätzen sind, wie beispielsweise das Aufstellen des Maibaums in alter Tracht und die „Maifeier“ am 1. Mai.
Traditionell findet seit 1986 am ersten Samstag im Dezember unter festlicher Beleuchtung in der Ortsmitte Holzhausens der „Nikolausmarkt“ statt, dessen Reinerlös von den Teilnehmern für gemeinnützige Zwecke in Holzhausen aufgewendet wird.

### Bauwerke

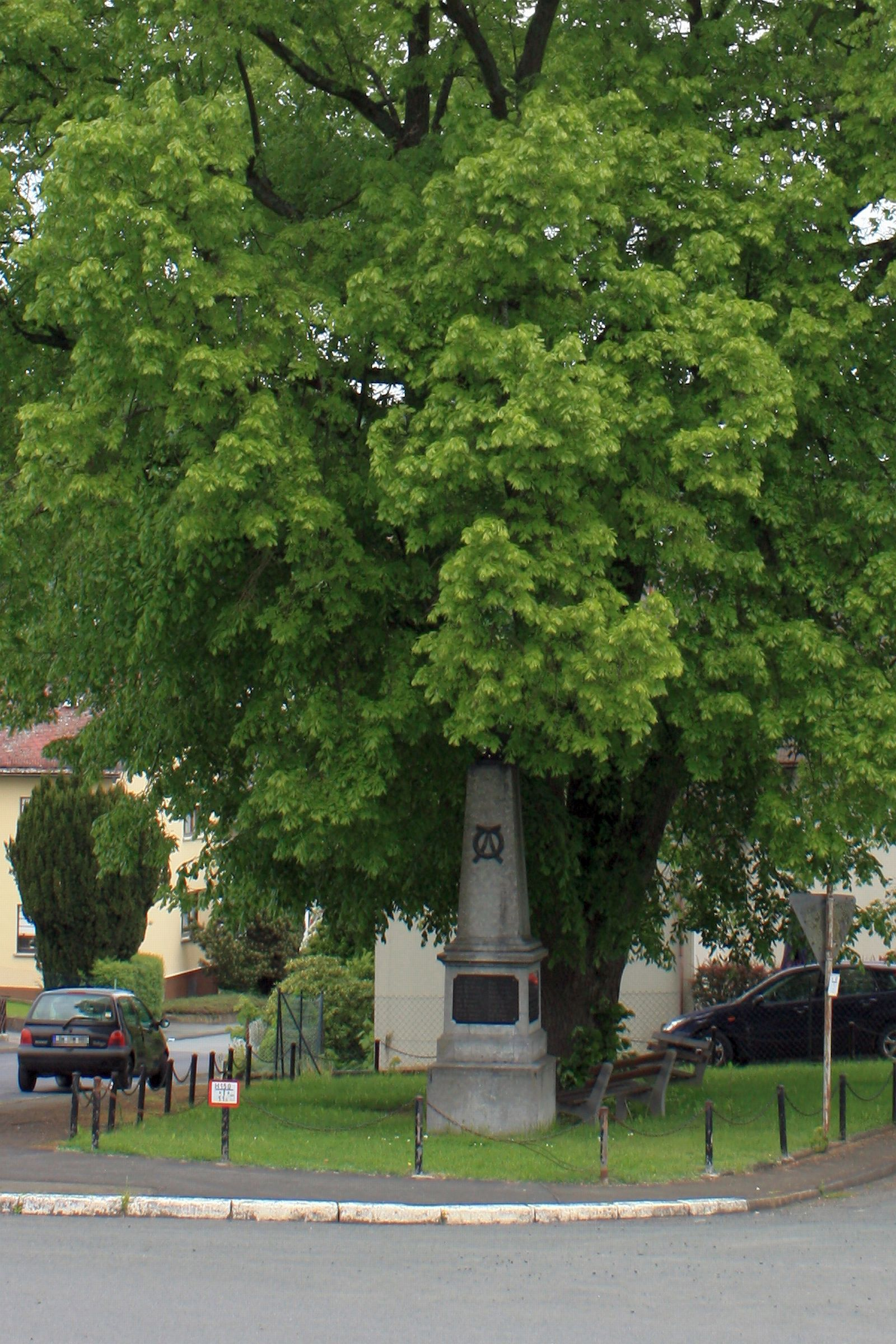
Kriegerdenkmal (2009)
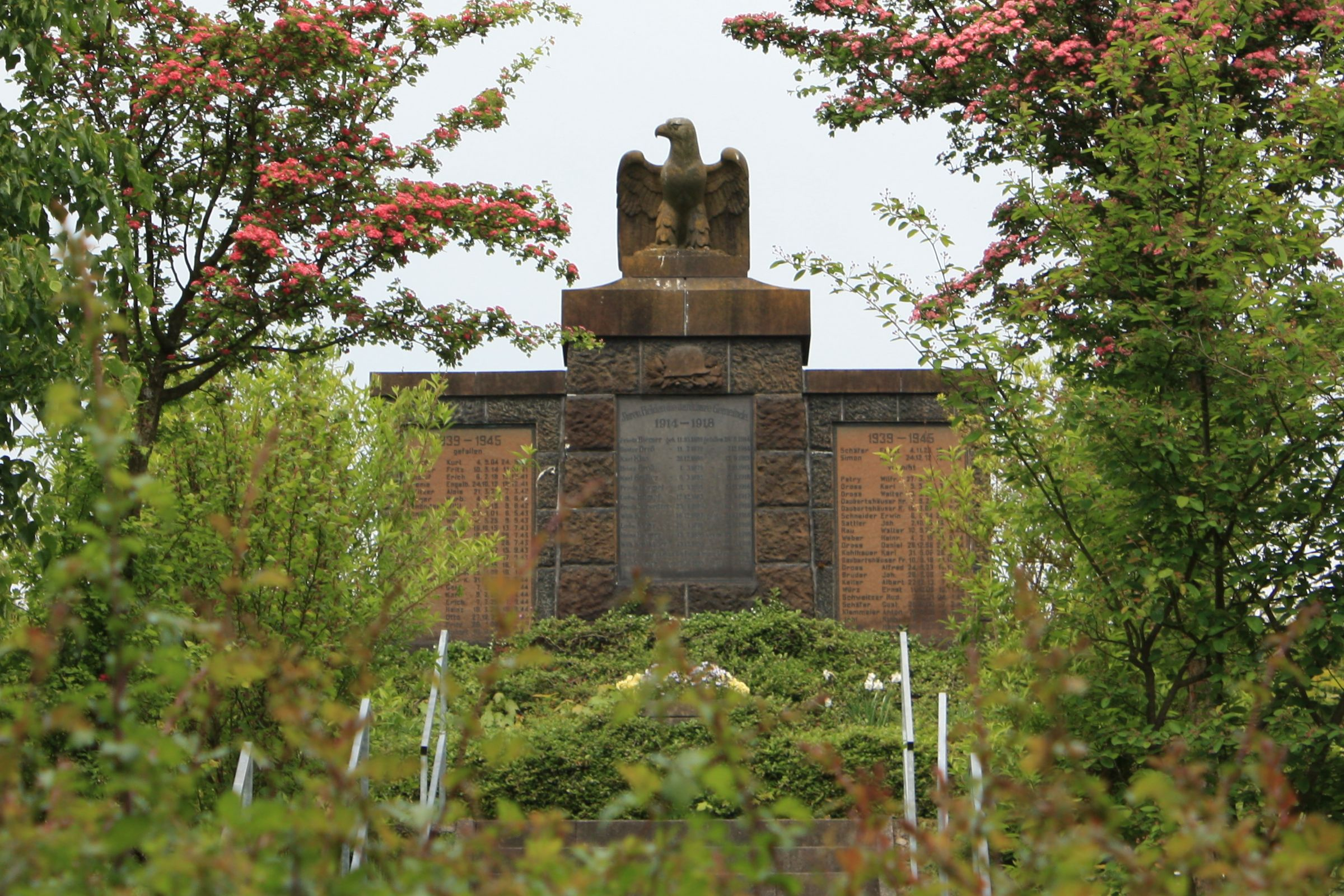
Kriegerdenkmal (2009)
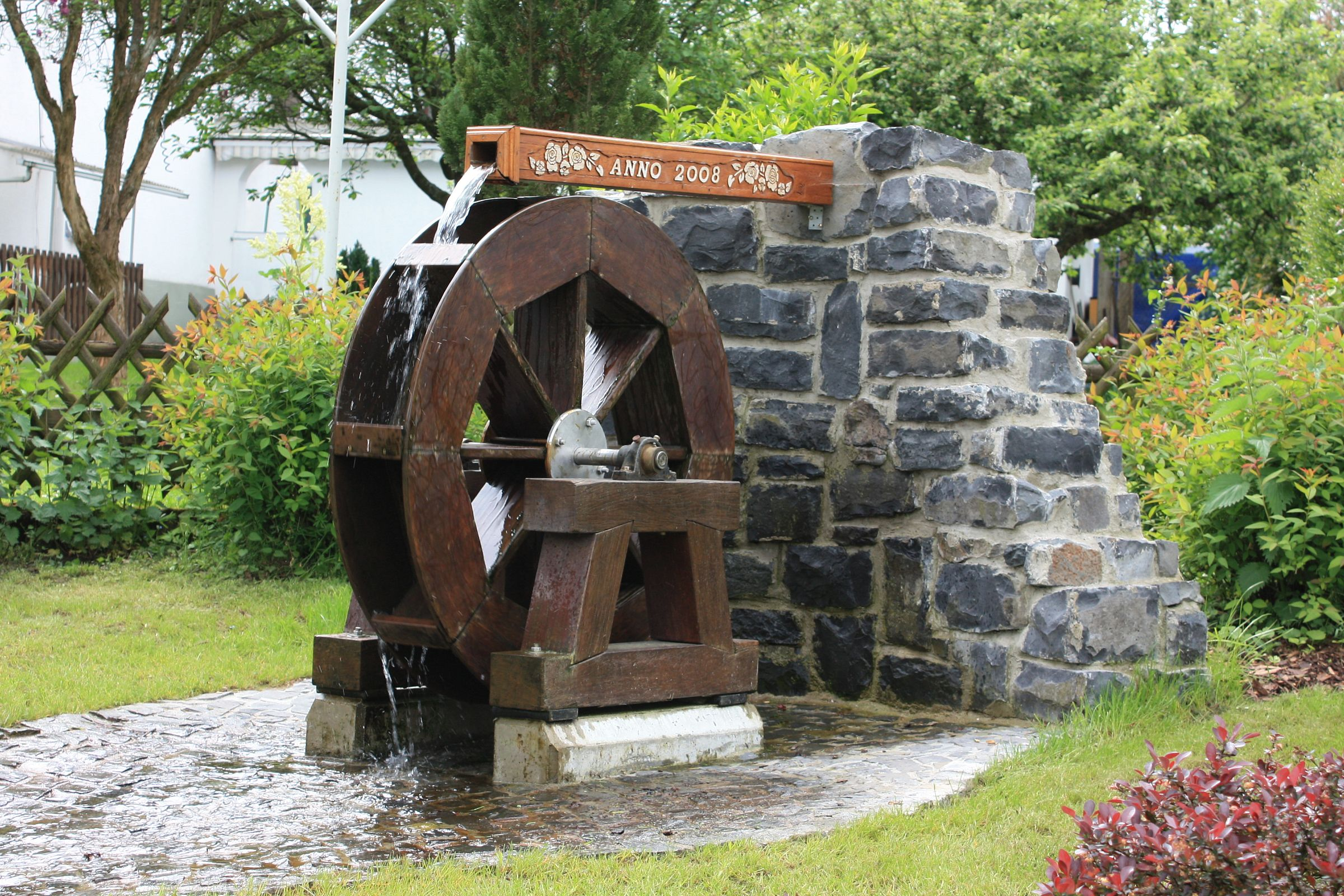
Brunnen (2009)
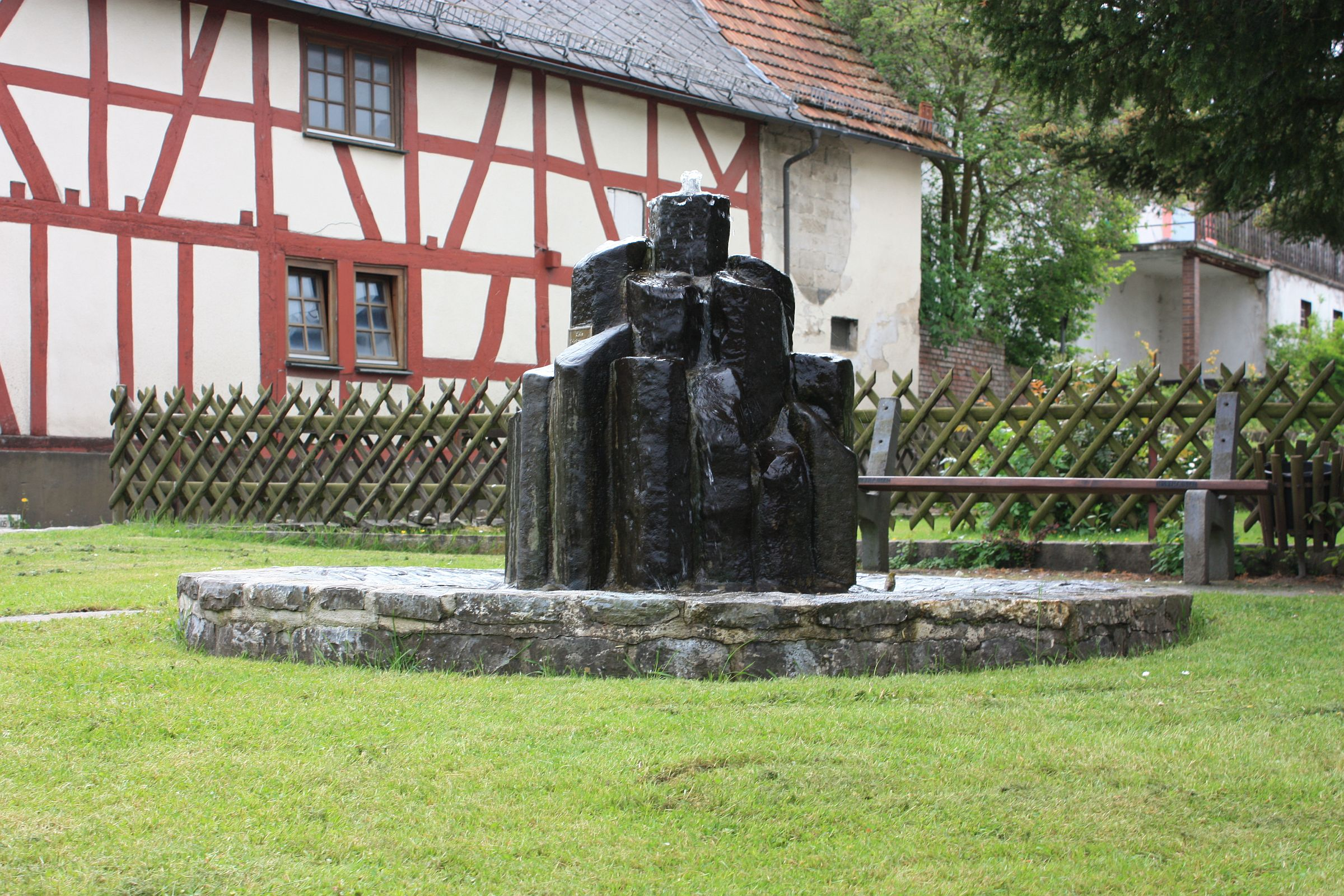
Brunnen (2009)
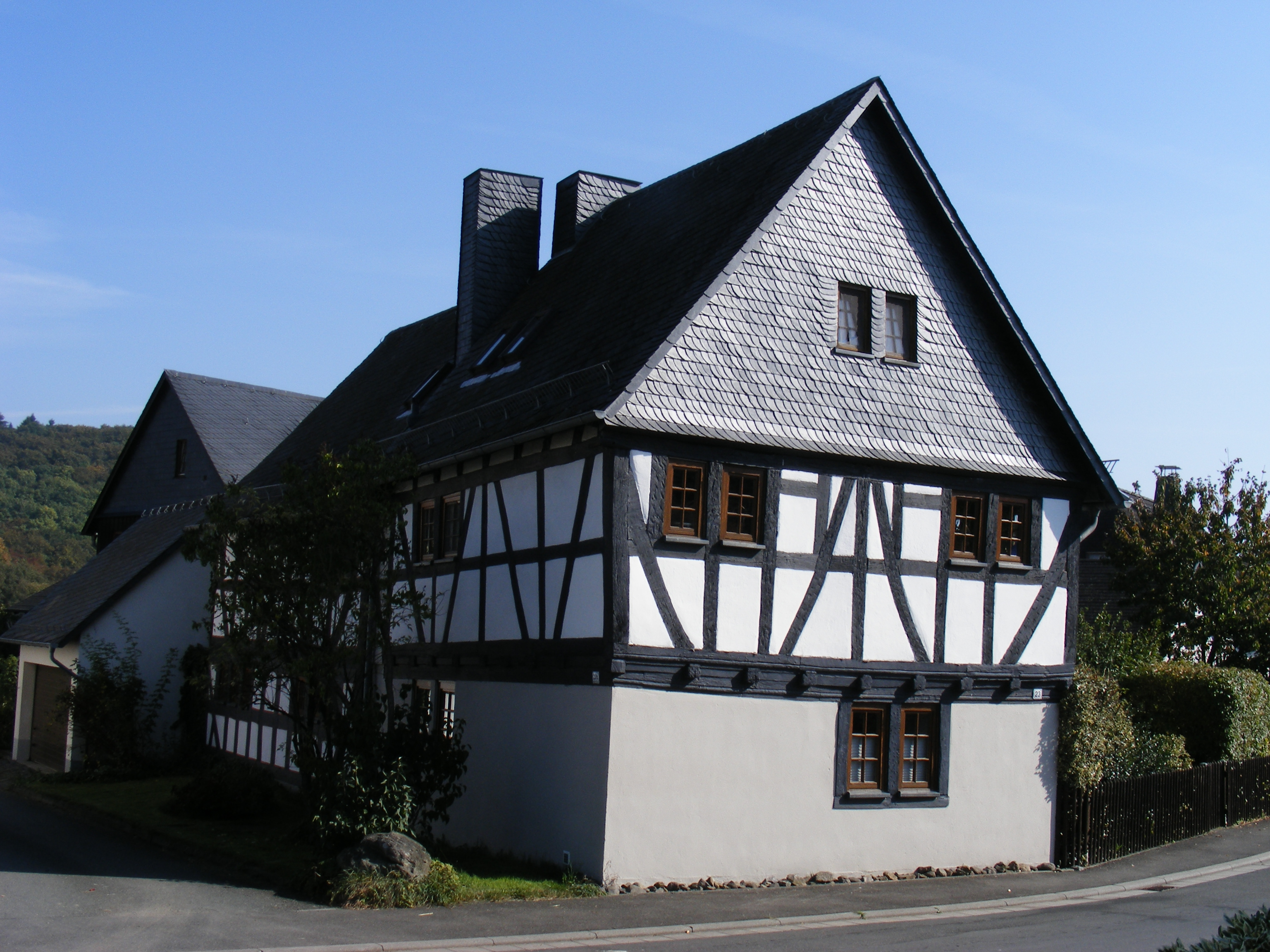
Fachwerkhaus (2011)

## Wirtschaft und Infrastruktur

### Einrichtungen
Holzhausen unterhält seit den 1920er Jahren die Freiwillige Feuerwehr. 1920 wurde darüber hinaus der Turn- und Sportverein TuSpo 1920 mit eigenen Räumlichkeiten gegründet. Außerdem gibt es einen Reit- und Fahrverein mit eigener Halle, die auch von den Voltigier- und Pferdefreunden Holzhausen e. V. genutzt wird. Frauenchor, Gesangverein, Heimat- und Verkehrsverein, der VdK, der Verein Deutscher Schäferhunde e. V. und der Naturschutzbund runden ein weit gefächertes Vereinsprogramm ab. Im Mai 2010 wurde eine Rettungswache des DRK eingerichtet.

### Freizeiteinrichtungen
1963 bis 1965 wurde in zirka 1,5 km oberhalb von Holzhausen die Ulmtalsperre errichtet, die den Ulmbach zur Vermeidung von Hochwasserschäden im Ort staut und heute mit dem dazugehörigen Campingplatz als Bade- und Freizeitstätte in der Region Ulmtal dient.

### Verkehr
Im Jahr 1922 wurde die Ulmtalbahn (im Volksmund auch Balkanexpress genannt) von Stockhausen (Anschluss an die Lahntalbahn) nach Beilstein (eine Verlängerung zur Westerwaldquerbahn kam wegen des Zweiten Weltkrieges nicht zu Stande) vollendet, um einerseits die Rohstoffe aus dem Ulmtal abzutransportieren und andererseits einen Personenverkehr zu ermöglichen. Nach Beendigung des Personenverkehrs 1976 und des Güterverkehrs im Jahr 1988 wurde die Ulmtalbahn stillgelegt und kurz darauf abgebaut. Heute soll auf der ehemaligen Trasse ein Radweg entstehen.
Nach Beendigung des Bahnverkehrs auf der Ulmtalbahn wurde die Strecke in den 1990er Jahren zurückgebaut.

#### Straßenverkehr
Mit der Landesstraße 3282 ist Holzhausen an das klassifizierte Straßennetz angebunden. Seit 1974 gab es Forderungen zu einer Ortsumgehung der Landesstraße 3282. Diese Umgehungsstraße wurde im Dezember 2009 für den Verkehr freigegeben.
Holzhausen ist über die BAB 45 über die Anschlussstellen Ehringshausen und Wetzlar-Ost und über die BAB 480 mit der Anschlussstelle Aßlar zu erreichen. Etwa 6 Kilometer südlich von Holzhausen befindet sich die Bundesstraße 49, welche eine schnelle Verbindung nach Wetzlar, Gießen, Limburg an der Lahn und Weilburg darstellt.

#### Öffentlicher Personennahverkehr
Holzhausen ist durch eine Buslinie an den Nahverkehr in Wetzlar angeschlossen. Auch existieren unregelmäßige Fahrverbindungen nach Solms, Ehringshausen, Stockhausen und in die anderen Greifensteiner Ortsteile. Ab dem 9. Dezember 2007 wird das Linienkonzept im Greifensteiner Land vollständig umgestellt. Ab diesem Zeitpunkt werden die Buslinien in der Region Ulmtal von einem Weilburger Unternehmen betrieben und regelmäßig bedient.